# Honda Civic 7. Generation
| Sterne im Euro-NCAP-Crashtest |

Die siebte Generation des Honda Civic wurde von Ende 2000 bis Herbst 2005 hergestellt. Ende 2003 erhielt die Baureihe ein Facelift.

## Karosserievarianten
In der siebten Generation standen dem Käufer zunächst drei Karosserievarianten zur Auswahl: drei- und fünftüriges Schrägheck sowie ab Mitte 2001 ein Coupé. Die Stufenhecklimousine erschien in Deutschland erst mit der Präsentation des Civic IMA im Frühjahr 2004.

## Motoren
Zum Marktstart im Februar 2001 dienten zwei Aluminiummotoren mit 1,4-l-SOHC-Benziner mit 66 kW (90 PS) und ein 1,6-l-SOHC-VTEC-Benziner mit 81 kW (110 PS) als Basismotorisierungen.
Ab Januar 2002 war der Dreitürer erstmals mit einem 1,7-l-Turbodiesel mit Common-Rail-Technologie und einer Leistung von 74 kW (100 PS) erhältlich. Die Basis für diesen Motor war ein Motor von Isuzu.
Als stärkste Motorvariante bot Honda ab September 2001 den Civic Type R mit zwei Litern Hubraum, erstmals i-VTEC und 147 kW (200 PS) bei 7.400 min−1 an. Dezente Type-R-Schriftzüge, markanter Wabengrill, Front- und Dachspoiler, Seitenschürzen und breite Niederquerschnittsreifen unterscheiden den Civic Type R rein äußerlich vom „zivilen“ Dreitürer.
Im Zuge der Ende 2003 erfolgten Überarbeitung wurde die fünftürige Variante um einen 2-l-Motor mit 118 kW (160 PS) ergänzt.
Im Civic IMA wurde ein 1,3-l-i-DSI-Motor angeboten, welcher in Verbindung mit einem 144-Volt-Elektromotor arbeitet.
Siehe auch: Civic IMA

## Modellpflege

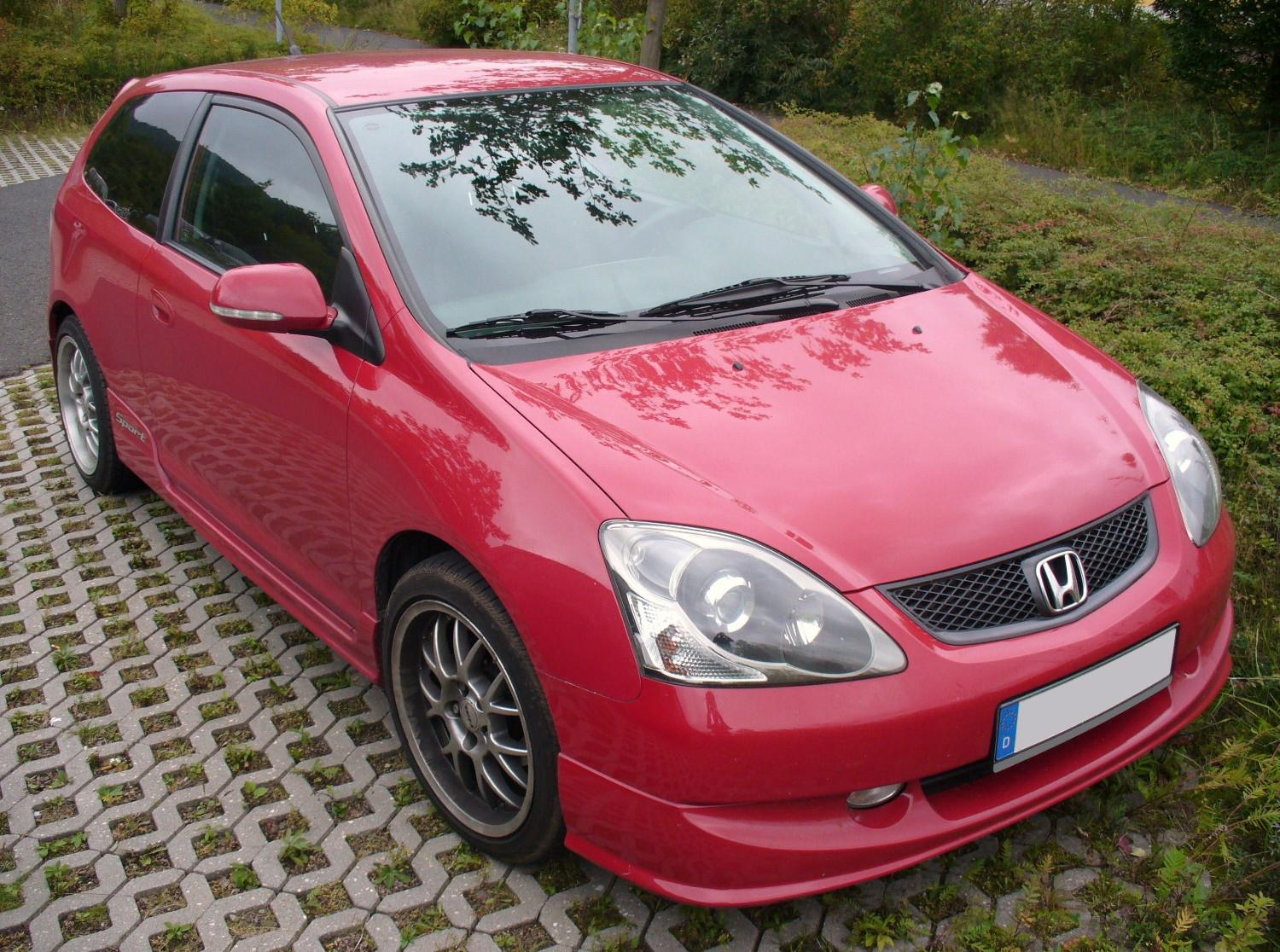
Honda Civic Sport Dreitürer
(2003–2005)

Im Dezember 2003 erhielt der Civic eine Modellpflege. Laut Werksangaben gab es dabei Veränderungen an über 5000 Teilen, die aber zum größten Teil nicht äußerlich sichtbar sind. Auffällig sind der überarbeitete Stoßfänger vorn sowie ein Kühlergrill mit Wabenstruktur. Weiterhin erhielt der Civic Klarglasscheinwerfer mit Projektionselementen für das Abblendlicht und neue Heckleuchten. Die seitlichen Blinker, die zuvor in den Kotflügeln verbaut waren, wurden unter Verwendung von LED-Technik in die Außenspiegel integriert. Im Innenraum wurden für Armaturenoberflächen und Innenausstattung neue Materialien verwendet. Auch die Sicherheitsausstattung und die Geräuschdämmung wurden überarbeitet. Ab dem Facelift wurden alle Civic-Modelle auch in der neuen Lackfarbe Cosmic Grey Pearl angeboten.
Bis zum Ende der Baureihe wurde der Dreitürer auch in den Sondermodellen Sport Unlimited und Sport BAR angeboten. Diese zeichneten sich durch eine umfangreiche Sonderausstattung aus (optisch an den Type-R angelehnter Tacho, Sportsitze, Leder-Sportlenkrad und -Schaltknauf, Bordcomputer, elektrische Fensterheber, elektrische und beheizbare Außenspiegel, Klimaanlage, Nebelscheinwerfer, Type-R-Spoilerkit [Front-, Heckschürze, Seitenschweller, optional Type-R Heckspoiler], Sportauspuff, 16-Zoll-Leichtmetallfelgen).
Neben den allgemeinen Veränderungen wurde das Angebot des Fünftürers ab Mai 2004 um eine zusätzliche Motorvariante mit einem 2,0-l-Motor, VSA-Stabilitätssystem, 16-Zoll-Leichtmetallfelgen, Nebelscheinwerfer, Teilledersitze und Tempomat ergänzt.

## Dreitürer

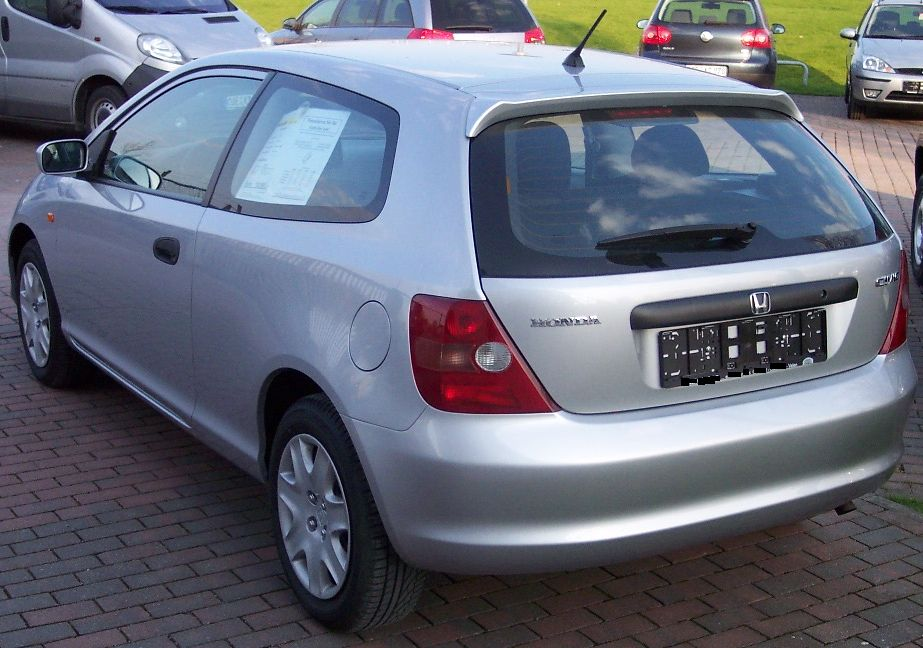
Honda Civic Dreitürer (2000–2003)

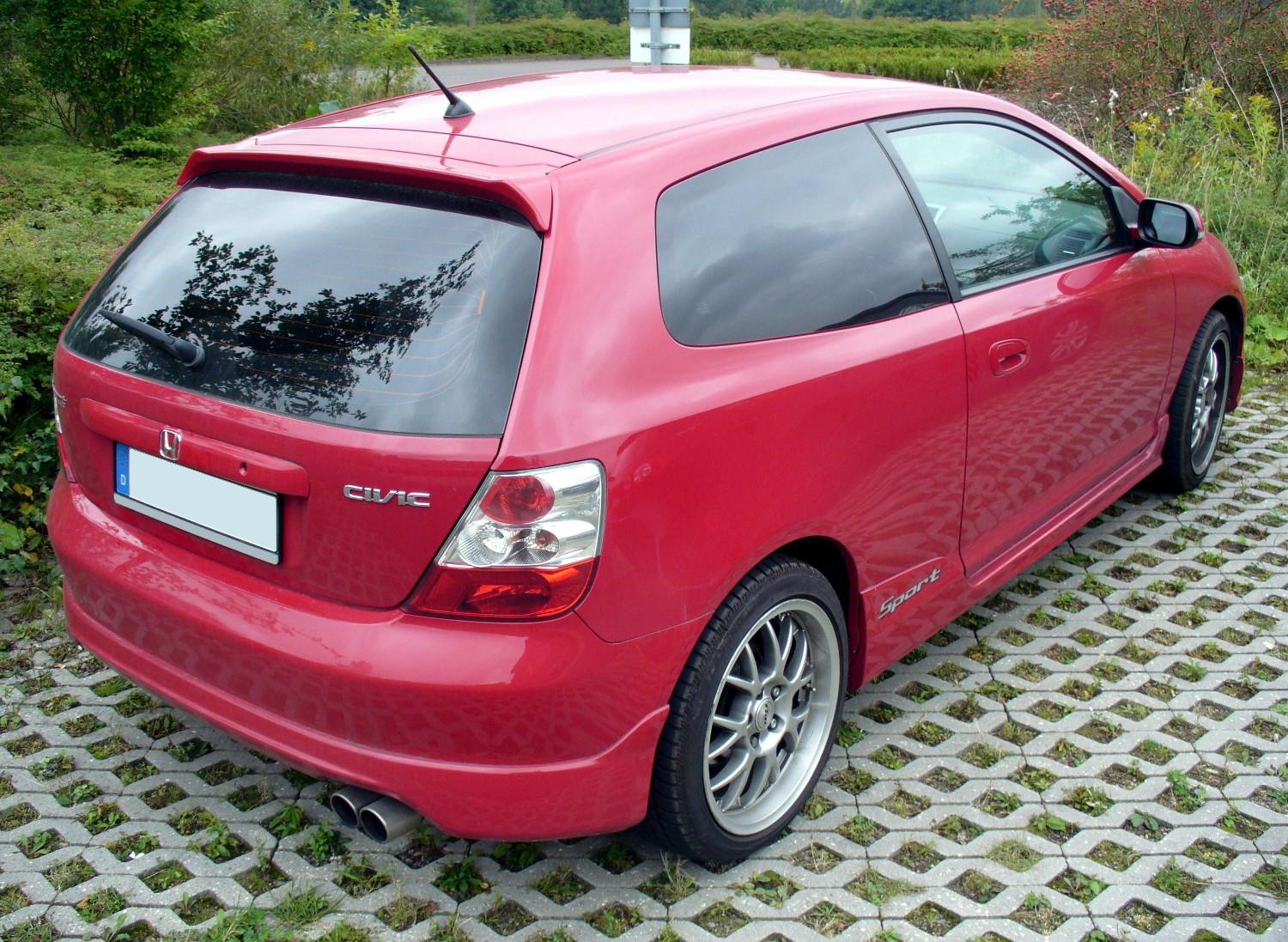
Honda Civic Dreitürer (2003–2005)

| Modell      | Modellcode | Bauzeit         | Hubraum  | VTEC     | Leistung kW (PS) | Motorcode | Abgasnorm | 0–100 km/h  |
| Benziner    | Benziner   | Benziner        | Benziner | Benziner | Benziner         | Benziner  | Benziner  | Benziner    |
| ----------- | ---------- | --------------- | -------- | -------- | ---------------- | --------- | --------- | ----------- |
| 1.4i        | EP1        | 12/2000–09/2005 | 1396 cm³ | Nein     | 66 (90)          | D14Z6     | Euro 4    | 11,8 s      |
| 1.6i        | EP2        | 12/2000–09/2005 | 1590 cm³ | Ja       | 81 (110)         | D16V1     | Euro 4    | 10,2 s      |
| 2.0i Type R | EP3        | 09/2001–09/2005 | 1998 cm³ | Ja       | 147 (200)        | K20A2     | Euro 3    | 6,8 / 6,6 s |
| Diesel      |            |                 |          |          |                  |           |           |             |
| 1.7 CTDi    | EP4        | 01/2002–09/2005 | 1686 cm³ | –        | 74 (100)         | 4EE2      |           | 11,3        |

## Fünftürer

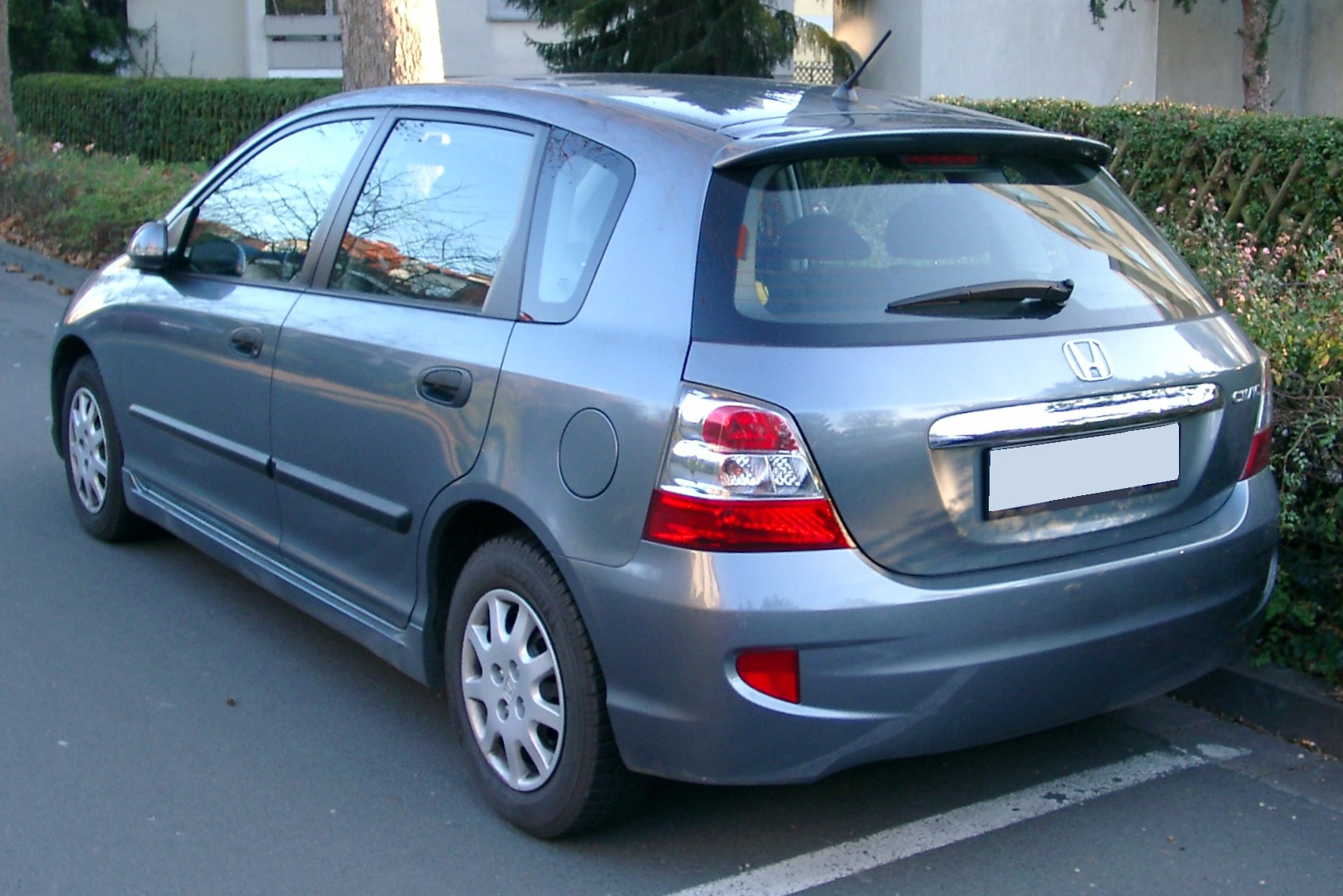
Honda Civic Fünftürer (2003–2005)

| Modell   | Modellcode | Bauzeit         | Hubraum   | VTEC     | Leistung kW (PS) | Motorcode | Abgasnorm | 0–100 km/h |
| Benziner | Benziner   | Benziner        | Benziner  | Benziner | Benziner         | Benziner  | Benziner  | Benziner   |
| -------- | ---------- | --------------- | --------- | -------- | ---------------- | --------- | --------- | ---------- |
| 1.4i     | EU5        | 12/2000–09/2005 | 1396 cm ³ |          | 66 (90)          | D14Z5     |           | 11,9       |
| 1.4i     | EU7        | 12/2000–09/2005 | 1396 cm ³ | Ja       | 66 (90)          | D14Z6     | Euro 4    | 12,0       |
| 1.6i     | EU6        | 12/2000–09/2005 | 1590 cm ³ |          | 81 (110)         | D16W7     |           | 10,3       |
| 1.6i     | EU8        | 12/2000–09/2005 | 1590 cm ³ | Ja       | 81 (110)         | D16V1     | Euro 4    | 10,2 s     |
| 2.0i     | EV1        | 05/2004–09/2005 | 1998 cm ³ | Ja       | 118 (160)        | K20A3     | Euro 4    | 8,7 s      |
| Diesel   |            |                 |           |          |                  |           |           |            |
| 1.7 CTDi | EU9        | 01/2002–09/2005 | 1686 cm ³ | –        | 74 (100)         | 4EE2      |           | 11,4       |

## Stufenheck

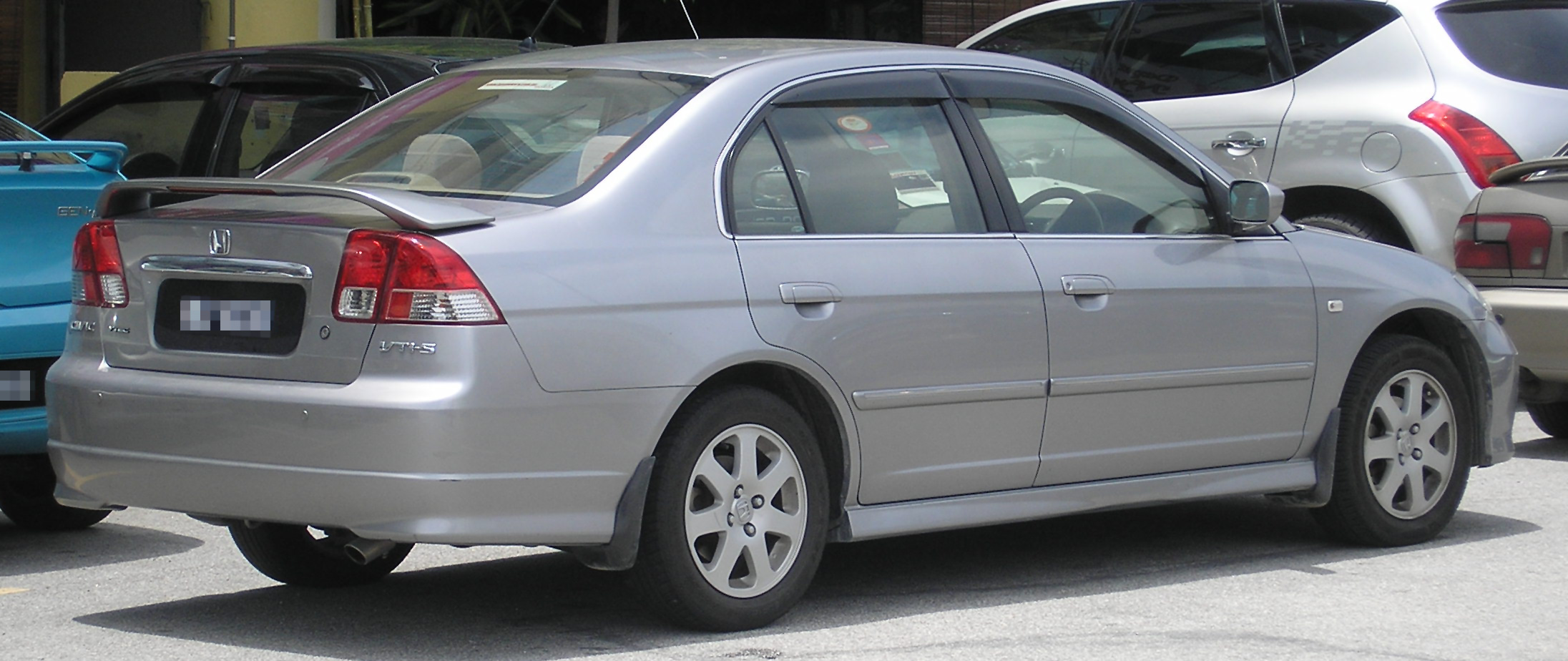
Honda Civic Limousine

| Modell   | Modellcode | Bauzeit         | Hubraum  | VTEC | Leistung kW (PS) | Motorcode | Abgasnorm | 0–100 km/h |
| -------- | ---------- | --------------- | -------- | ---- | ---------------- | --------- | --------- | ---------- |
| 1.4i     | ES4        | 12/2000–09/2005 | 1396 cm³ |      | 66 (90)          | D14Z5     |           |            |
| 1.6i     | ES5        | 12/2000–09/2005 | 1590 cm³ |      | 81 (110)         | D16W7     |           |            |
| 1.3i IMA | ES9        | 12/2003–09/2005 | 1339 cm³ |      | 61 (83)          | LDA1      |           |            |

## Coupé

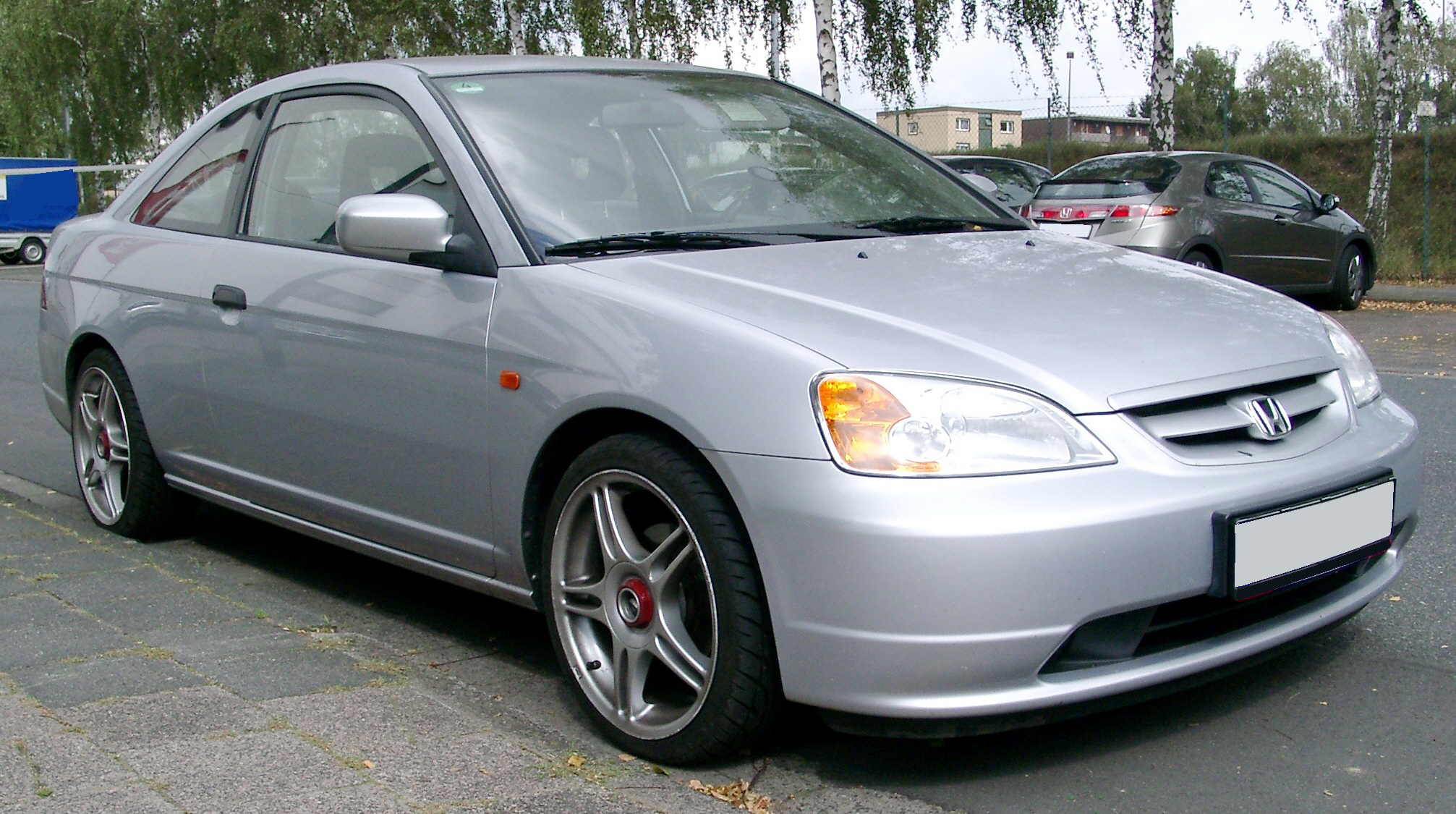
Honda Civic Coupé (2001–2005)

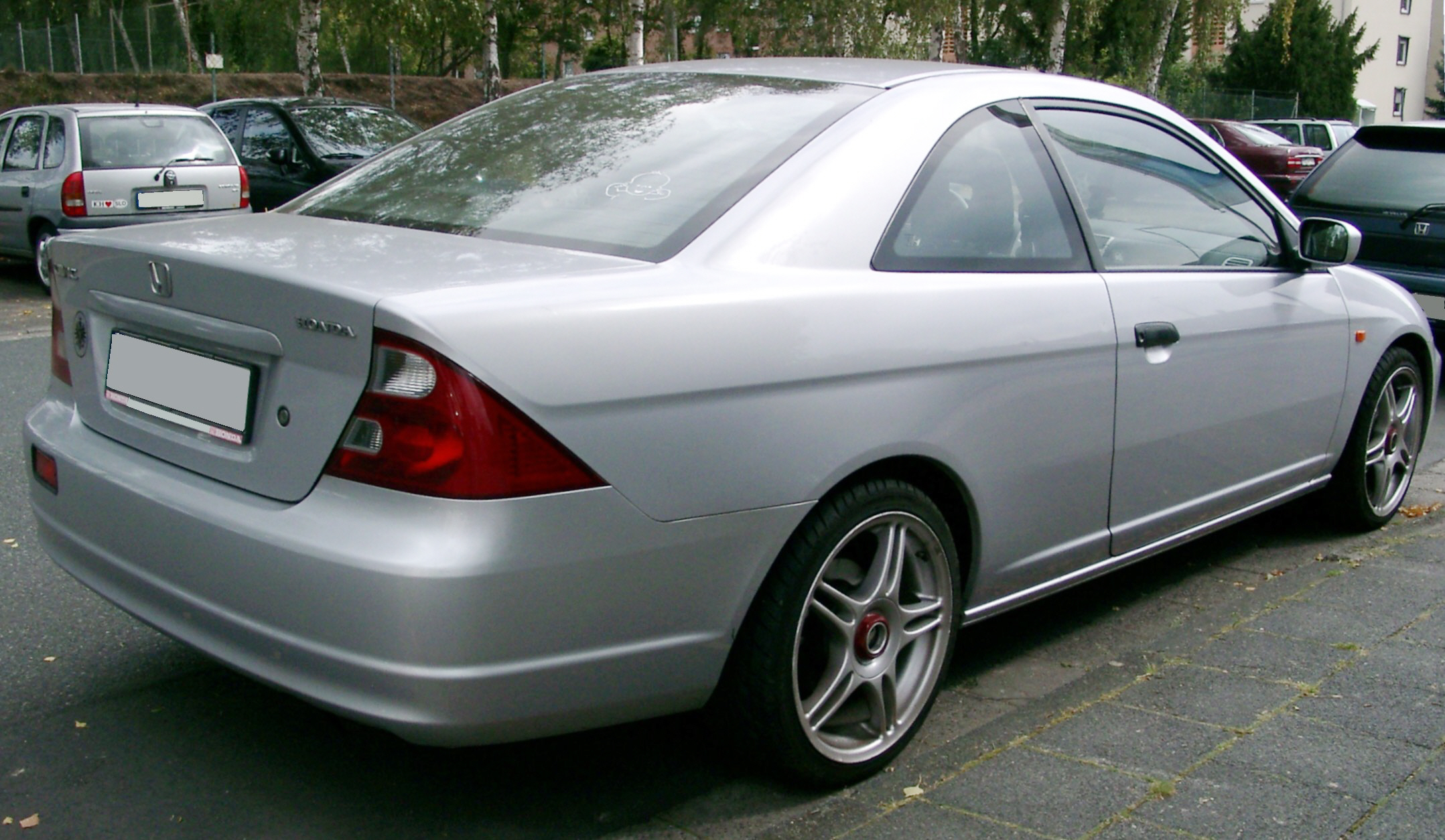
Heckansicht

| Modell | Modellcode | Ausführung | Bauzeit         | Hubraum  | VTEC | Leistung kW (PS) | Motorcode | Abgasnorm | 0–100 km/h |
| ------ | ---------- | ---------- | --------------- | -------- | ---- | ---------------- | --------- | --------- | ---------- |
| 1.7i   | EM2        | LS         | 05/2001–09/2005 | 1668 cm³ | Nein | 88 (120)         | D17A8     | Euro 4    | 9,7 s      |
| 1.7i   | EM2        | ES         | 05/2001–09/2005 | 1668 cm³ | Ja   | 92 (125)         | D17A9     | Euro 4    | 9,6 s      |